# Pininfarina Battista

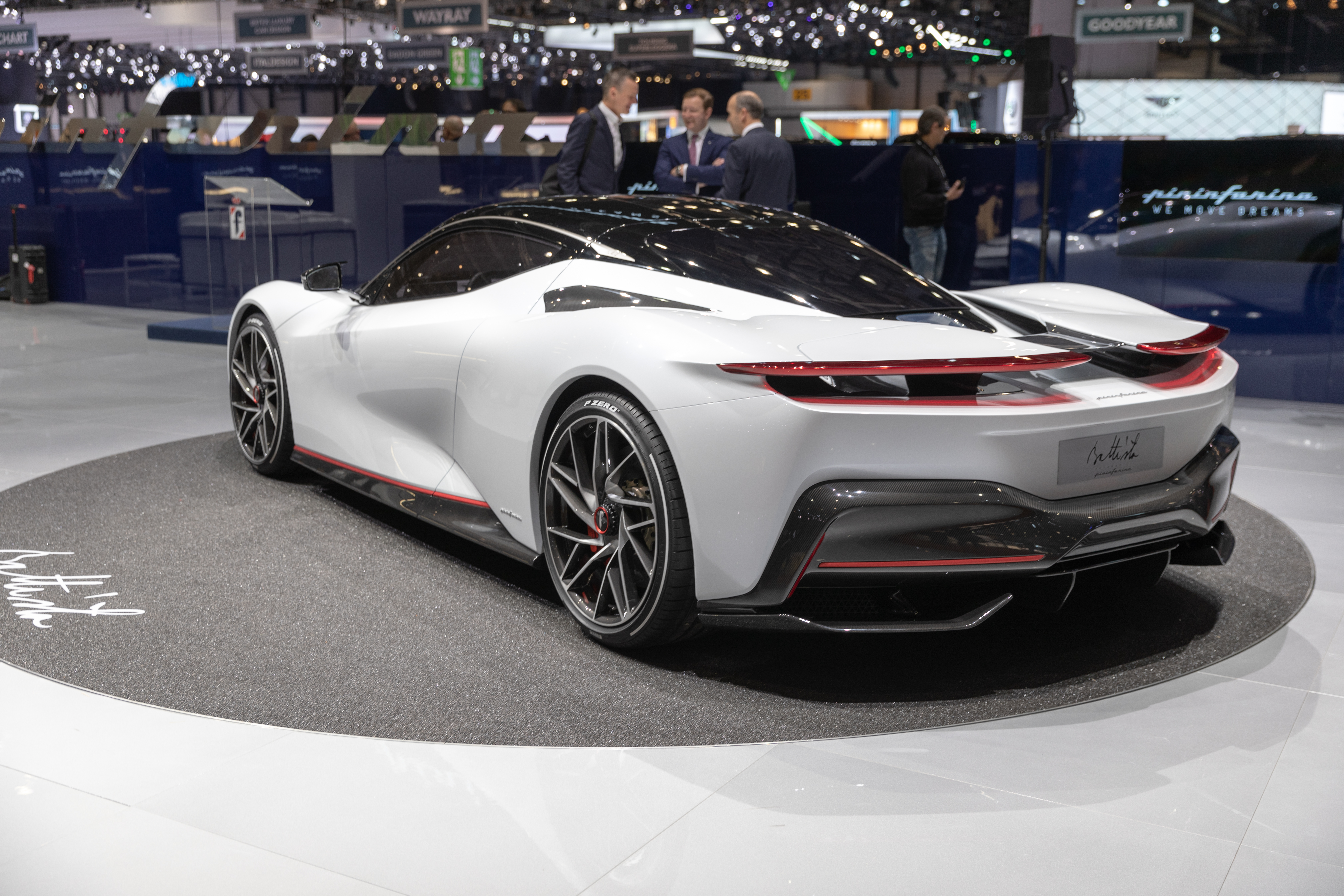
Heckseitenansicht der Lackierung Bianco Sestriere

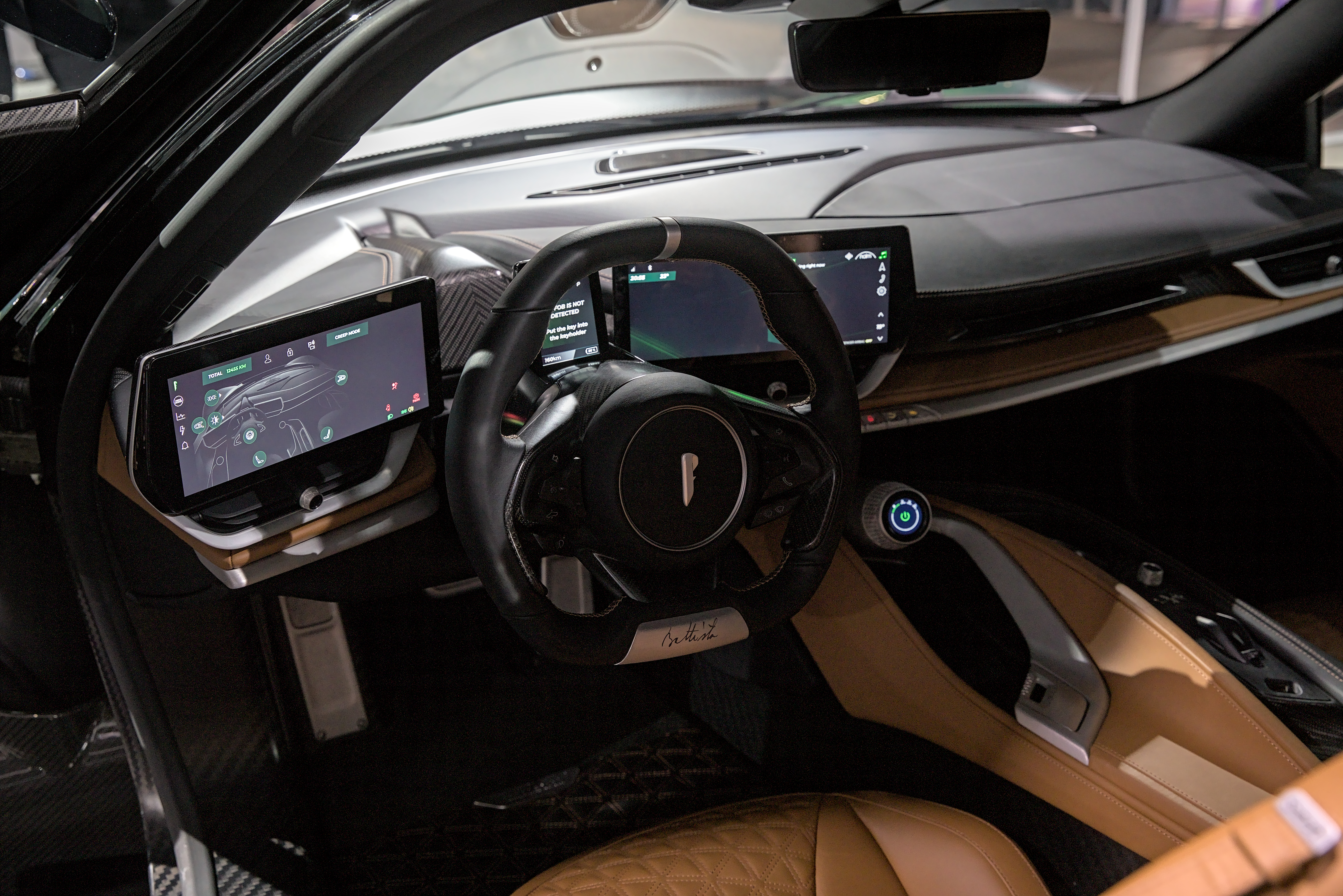
Innenraum

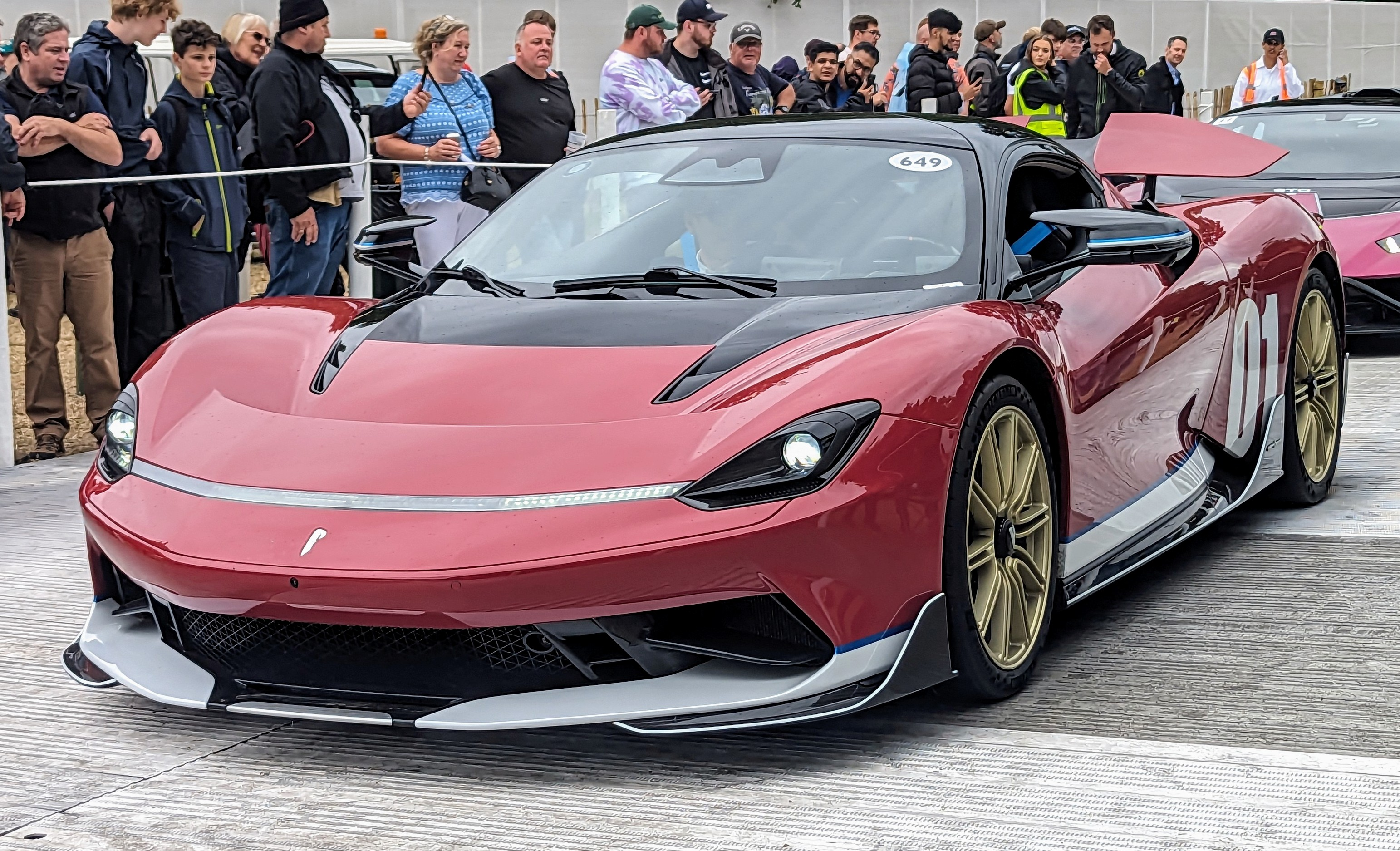
Edizione Nino Farina

Der Pininfarina Battista ist ein Supersportwagen mit elektrischem Antrieb und einer Karosserie aus kohlenstofffaserverstärktem Kunststoff, den Pininfarina in Zusammenarbeit mit dem kroatischen Hersteller Rimac Automobili entwickelte und baute. Das Modell entwarf der Pininfarina-Chefdesigner Luca Borgogno. Der Wagen wurde nur in einer limitierten Stückzahl von 150 Exemplaren gefertigt. Der Zusammenbau erfolgte in Cambiano.

## Design
Das Karosseriedesign soll an die bedeutenden Pininfarina-Entwürfe Cisitalia (1948, starker Einfluss auf das Automobildesign), Modulo (1970, 22 Designpreise) und Sintesi (viertüriger Entwurf mit Scherentüren 2008) anknüpfen.

## Ausstattung
Die Karosserie hat Schmetterlingstüren. Es gibt 28 Farben, drei Varianten des Fahrzeugs wurden 2019 in Genf vorgestellt: Bei der ersten Modellvariante, dem Grigio Luserna Battista, ist die Karossiere in einem matten Grauton gehalten. Unter dem Namen Iconica by Automobili Pininfarina ist die Lackierung tiefblau, außerdem gibt es Modifikationen am Dach und der Übergang von der Frontscheibe zur Motorhaube ist durch Elemente aus kohlenstofffaserverstärktem Kunststoff verändert. Der Frontkotflügel ist zweigeteilt. Das dritte Modell ist im Farbton Bianco Sestriere lackiert. Zwischen Tür und Schweller ist eine rote Aluminiumzierleiste angebracht; die Bremssättel sind ebenfalls rot. Das Serienmodell erfuhr noch weitere Änderungen, unter anderem an den Lufteinlässen an der Fahrzeugfront, den Außenspiegeln und den Stoßfängern. Die Batteriereichweite des Serienmodells beträgt nun gemäß WLTP 500 Kilometer statt wie vorher 450 km. Ein kleines, oben und unten abgeflachtes Sportlenkrad liegt zwischen zwei großen Anzeigen.

## Geschichte
Der Prototyp dieses Modells hieß PF0 und wurde in 3 Versionen auf dem Genfer Auto-Salon 2019 vorgestellt. Berater bei der Entwicklung des Pininfarina Battista war unter anderem der ehemalige Formel-1-Fahrer Nick Heidfeld. Der Preis der auf 150 Stück limitierten Fahrzeuge beträgt zwischen 1,75 und 2,2 Millionen Euro. Die Produktion findet in Turin, Italien statt.
Im November 2022 wurden mit einem Pininfarina Hyper GT Battista auf dem Dubai Autodrome mehrere Weltrekorde aufgestellt. So beschleunigte das Fahrzeug von 0 auf 100 km/h in 1,86 Sekunden und von 0 auf 200 km/h in 4,79 Sekunden.

### Sondermodelle
Im März 2020 präsentierte der Hersteller das auf fünf Exemplare limitierte Sondermodell Anniversario. Sie zählen nicht zu den 150 limitierten Fahrzeugen und wurden alle verkauft.
Anlässlich des Goodwood Festival of Speed wurde im Juli 2023 das auf fünf Exemplare limitierte Sondermodell Edizione Nino Farina vorgestellt. Es soll an den Rennfahrer Nino Farina erinnern, den ersten Automobil-Weltmeister.
Im August 2023 wurde der auf zehn Exemplare limitierte und auf dem Battista basierende Roadster Pininfarina B95 (B für Barchetta, 95 für das 95-jährige Pininfarina-Jubiläum 2025) ohne Windschutzscheibe vorgestellt.
Thematisch an Batman orientieren sich vier Sondermodelle, die im Mai 2024 präsentiert wurden. Sie werden als Dark Knight oder Gotham bezeichnet und als Coupé und Roadster angeboten.
Ein Einzelstück ist der Cinquantacinque, der ebenfalls im Mai 2024 vorgestellt wurde und farblich dem ersten Lancia Florida von 1955, der von Battista Pininfarina gestaltet wurde, entspricht.
Für Michael Jordan gefertigt wurde das Einzelstück Targamerica. Es wurde im August 2024 enthüllt und hat kein Dach.
Das letzte Modell der Baureihe (Novantacinque) wurde im Juni 2025 vorgestellt. Es ist in dunklem rot lackiert.

## Technik
Die Technik des Battista stammt vom Rimac Nevera. Grundausstattung sind 20-Zoll-Räder. Die Bremsanlage arbeitet mit zweiteiligen Carbon-Keramik-Scheiben und Sechs-Kolben-Bremssätteln. Zudem rekuperiert der Battista, was die Temperatur der Bremsen senkt. Das Fahrwerk hat Doppelquerlenker-Aufhängungen mit adaptiven Dämpfern.
|                            | Pininfarina Battista                           |
| -------------------------- | ---------------------------------------------- |
| Motor                      | ein bürstenloser Gleichstrommotor an jedem Rad |
| max. Systemleistung        | 1397 kW (1900 PS)                              |
| max. Systemdrehmoment      | 2300 Nm                                        |
| Leergewicht                | 2200 kg                                        |
| Beschleunigung, 0–100 km/h | < 2 s                                          |
| Beschleunigung, 0–200 km/h | < 6 s                                          |
| Beschleunigung, 0–300 km/h | < 12 s                                         |
| Höchstgeschwindigkeit      | 350–400 km/h                                   |
| Bremsscheiben              | Durchmesser vorn 390, hinten 380 mm            |
| Reichweite                 | 450–500 km                                     |
| Batteriekapazität          | 120 kWh                                        |